# گرونتن (کوه)
کوه گرونتن (به انگلیسی: Grünten) این کوه در جنوب غربی مونیخ، آلمان قرار گرفته‌است. در این کوه مکانی به اسم Gebirgsjäger وجود دارد که محل دفن کوهنوردان آلمانی می‌باشد. تله کابین اتصال دهنده روستای رتنبرگ و برج رادیویی در سال ۲۰۱۴ به روی عموم بسته شد و اکنون فقط برای انتقال مواد یا اعضای کارکنان به برج رادیویی استفاده می‌شود.

## جغرافیا
گرونتن در منطقه ابرالاگوی در جنوب بایرن واقع شده‌است، و یکی از شمالی‌ترین کوه‌های آلپ آلگوئو است. در پای آن شهرهای رتنبرگ و بورگبرگ یم الگو قرار دارند.